# Aaron Ruell
Derek Aaron Ruell (n. 23 iunie 1976, Fresno, California, SUA) este un regizor, fotograf și actor american. Este cunoscut pentru rolul lui Kip Dynamite în filmul independent Napoleon Dynamite.

## Cariera

### Regizor
Ruell este un regizor de reclame și fotograf. În calitate de regizor, este reprezentat de Sanctuary în Los Angeles. A fost declarat unul dintre cei mai promițători regizori din domeniul publicității de către revista Shoot în 2009 și „unul dintre noii regizori de urmărit” de către revista Creativity⁠(d). A regizat reclame pentru T-Mobile, Nintendo, Coca-Cola și Burger King.
A fost singurul regizor care a avut două filme - Everything's Gone Green și Mary - în premieră la ediția din 2005 a Festivalului de film de la Sundance.

### Actor
Ruell este cunoscut pentru rolul lui Kipland Dynamite din filmul Napoleon Dynamite. În 2007, a jucat în On the Road with Judas⁠(d), prezentat în premieră la Festivalul de film de la Sundance,  în rolul unui personaje care duce o viață dublă: om de afaceri din New York și hoț de calculatoare.
Ruell a studiat arta filmului la Universitatea Brigham Young⁠(d).

## Viața personală
Ruell s-a născut și a crescut în Fresno, California, unde a urmat liceul Clovis West⁠(d). A fost membru al Bisericii lui Isus Hristos a Sfinților din Zilele din Urmă și a slujit într-o misiune a bisericii⁠(d) în Guatemala. A părăsit biserica în 2015. Ruell și soția sa, Yuka, au fost la un moment dat membri ai Los Angeles Latebirds, o filială oficială a Moped Army⁠(d). Cei doi au locuit în Pasadena, California, iar în prezent locuiesc în Portland, Oregon.

## Filmografie
| Filme   | Filme                                  | Filme                         | Filme                             |
| An      | Film                                   | Rol                           | Note                              |
| ------- | -------------------------------------- | ----------------------------- | --------------------------------- |
| 2004    | Napoleon Dynamite                      | Kipland Ronald "Kip" Dynamite |                                   |
| 2006    | The Problem with Percival              | Social Worker                 | Scurtmetraj                       |
| 2006    | Think Tank                             |                               |                                   |
| 2007    | On the Road with Judas                 | Judas                         |                                   |
| Seriale |                                        |                               |                                   |
| An      | Titlu                                  | Rol                           | Note                              |
| 2005    | Super Robot Monkey Team Hyperforce Go! | Suupa                         | Dublaj Episodul: Brothers in Arms |
| 2012    | Napoleon Dynamite                      | Kip                           | Dublaj                            |

## Premii

### Premiile Teen Choice
- 2005: Nominalizat, "Choice Movie Rockstar Moment" - Napoleon Dynamite[14]